# Karl Bönninger
Karl Bönninger (Karl-Günter; * 6. April 1925 in Dortmund; † 5. August 2000 in Aarhus) war ein deutscher Rechtswissenschaftler auf dem Gebiet des öffentlichen Rechtes. Er unterrichtete an der Universität Leipzig.

## Leben
Bönninger begann nach dem Kriegsdienst im Zweiten Weltkrieg ein Jurastudium in Bonn. Er ging 1946 nach Leipzig und wurde im selben Jahr Mitglied der KPD/SED. Nach einem Dozentenlehrgang an der Deutschen Verwaltungsakademie in Forst-Zinna erhielt er 1951 einen Lehrauftrag für das öffentliche Recht an der Universität Leipzig, den er bis 1953 innehielt. Am 16. August 1951 verfasste er eine Beurteilung für den späteren Professor für Wirtschaftsrecht an der Universität Berlin Gerhard Dornberger. Bönninger wurde im selben Jahr von der Humboldt-Universität zu Berlin zum Doktor der Rechtswissenschaften promoviert. Seine Dissertation trägt den Titel Die Einrichtung der Haus- und Straßenvertrauensleute als Form der Teilnahme der Massen an der Leitung des Staates in der DDR. Nach seiner Promotion fungierte er an der Universität als Privatdozent. 1956 wurde er schließlich zum Professor ernannt.
Im Zeitraum von 1957 bis 1962 war Bönninger an der Universität beurlaubt. In dieser Zeit fungierte er zunächst ab September 1957 als Nachfolger von Franz Wohlgemuth als stellvertretender Staatssekretär für Hoch- und Fachschulwesen der DDR. Nach einer Kritik von Walter Ulbricht Anfang April 1958 auf einer staats- und rechtswissenschaftlichen Konferenz wegen seiner „revisionistischen Theorien“, wurde er im Juni 1958 in die Verwaltung relegiert. Er wurde dann Mitarbeiter des Rates des Bezirkes Bezirk Leipzig, Sekretär des Rates des Kreises Leipzig sowie des Rates der Stadt Schkeuditz. Ab 1962 führte er seine Tätigkeit an der Universität fort.
Bönninger habilitierte sich 1964 an der Leipziger Universität für das öffentliche Recht. 1973 ernannte ihn die Universität zum Dr. sc. jur. für Verwaltungsrecht. Die Professur behielt er bis zu seiner Emeritierung im Jahr 1990 inne.

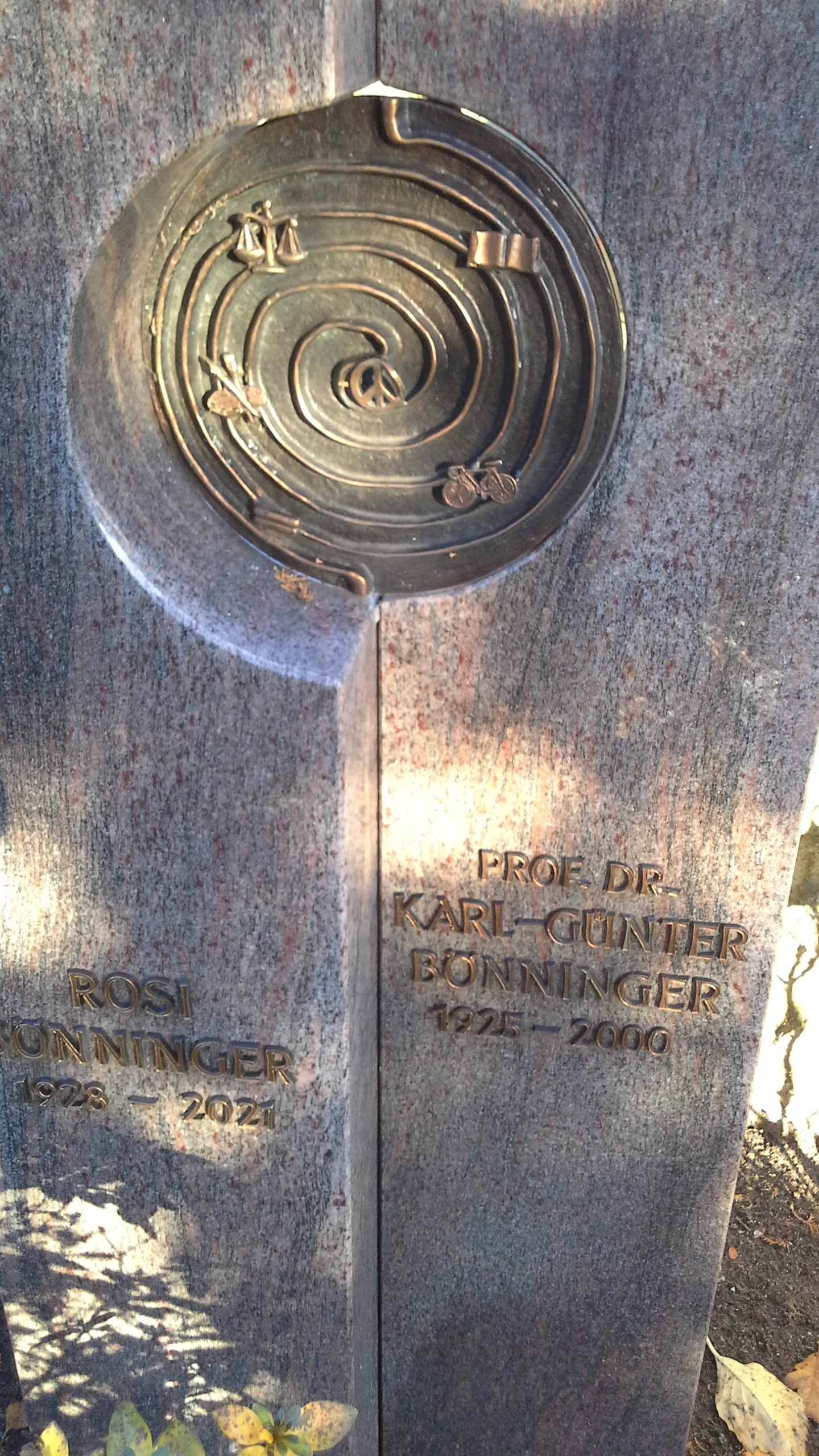
Grabstele Bönniger auf dem Dorffriedhof Ahrensfelde

Im Jahr 2000 starb Bönninger im Alter von 75 Jahren bei einer Radwanderung durch Schweden und Dänemark im dänischen Aarhus. Seine Grabstelle und die seiner Ehefrau Rosi Bönniger (1928–2021) befindet sich auf dem Dorffriedhof Ahrensfelde.

## Werke
- Die Souveränität der Deutschen Demokratischen Republik und die deutsche Staatsfrage (Berlin-Ost 1955)
- Vorschläge für eine künftige Regelung des Staatsdienstes in der Deutschen Demokratischen Republik, Mitautor: Willi Büchner-Uhder (1956)[7]
- Das Verwaltungsrecht der Deutschen Demokratischen Republik (Berlin-Ost 1957)
- mit anderen: Das Recht auf Bildung und allgemeine Schulpflicht (Leipzig 1976)
- Das Recht der öffentlichen Straßen (Leipzig 1978)
- Herausgabe: Rechte und Pflichten der Studenten (Leipzig 1981)